# Axonograph
Ein Axonograph (von altgriechisch ἄξων áxōn „Achse“ und γράφειν gráphein „zeichnen“) ist eine Zeichenschablone, die das Zeichnen von räumlichen Darstellungen in Dimetrie (Winkel 7°/42°, Seitenverhältnis 1:1:1/2) bzw. Isometrie (Winkel 30°/30°, Seitenverhältnis 1:1:1) erleichtert.
Außer den Winkeln und Skalen hat die Schablone mehrere  ellipsenförmige Aussparungen sowie mehrere Aussparungen in Form einer halben Ellipse. Axonographen entsprechen den Vorschriften nach DIN 5.